# 探險 (小說)
《探險》，是香港科幻作家倪匡衛斯理系列中一本小説，系列編號73。另外一本衛斯理系列小説《繼續探險》是它的續集。本書內容一併於《繼續探險》內敘述。

## 廣播劇
- 大陸廣州電台於2004年起以粵語首播衛斯理廣播劇，由主播講出《探險》故事。
  - 主播:吳克
  - 合共35集

| 前任者： 072 怪物 | 衛斯理系列（按編號） 073                              | 繼任者： 074 繼續探險 |
| 前任者： 怪物     | 衛斯理系列（按連載時序） 1990年9月24日至1991年1月11日 | 繼任者： 繼續探險     |